# Oxalis novae-caledoniae
Oxalis novae-caledoniae là một loài thực vật có hoa trong họ Chua me đất. Loài này được R. Knuth & Schlechter mô tả khoa học đầu tiên năm 1919.